# Liste der portugiesischen Botschafter in Litauen

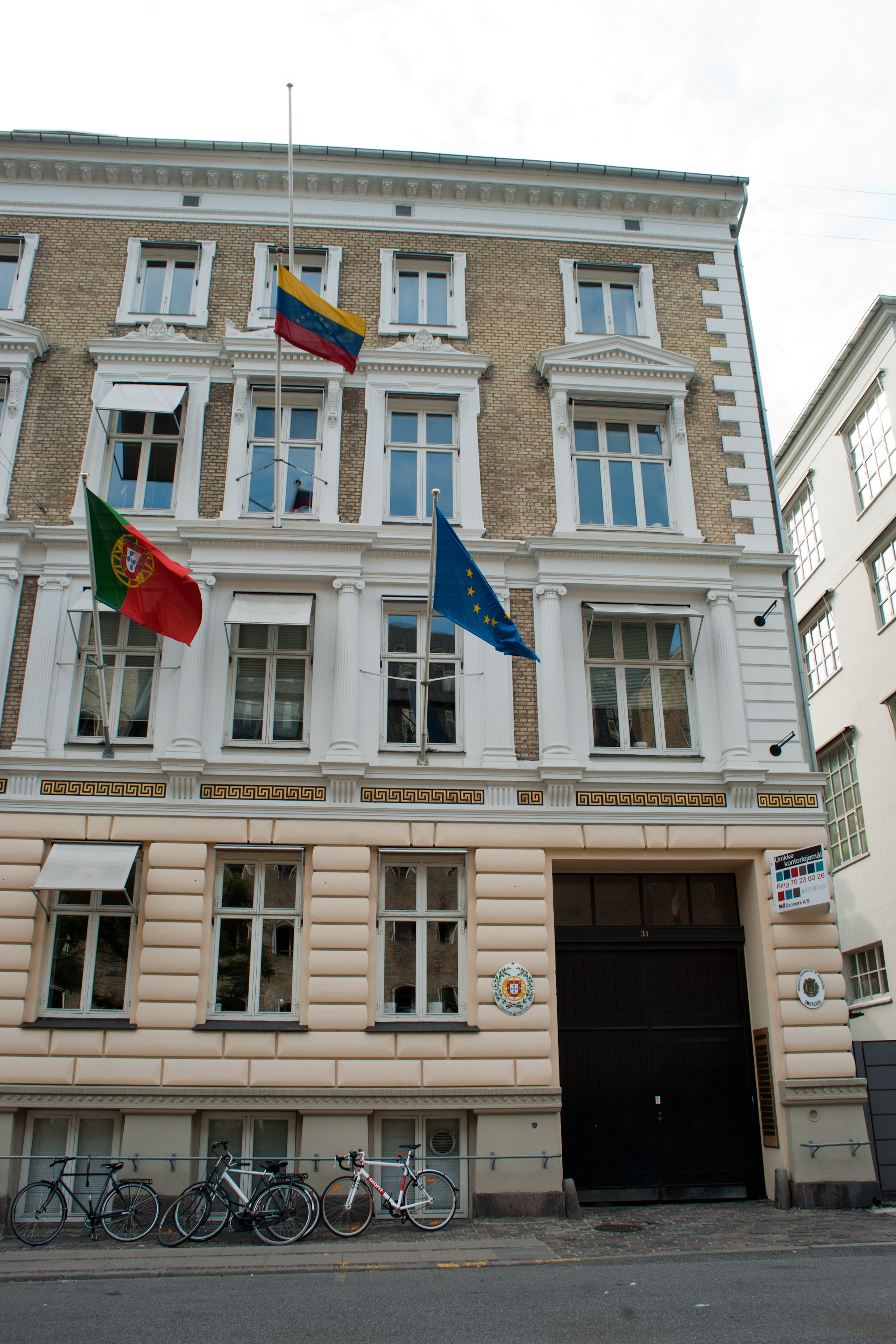
Die Botschaft Portugals in Kopenhagen, zu deren Amtsbezirk Litauen gehört

Die Liste der portugiesischen Botschafter in Litauen listet die Botschafter der Republik Portugal in Litauen auf. Die beiden Staaten gingen 1923 diplomatische Beziehungen ein, die 1991 erneuert wurden. In der Zeit von der Eingliederung Litauens in die Sowjetunion 1940 bis zur erneuten Wiederherstellung der Unabhängigkeit Litauens 1990 wurde das Verhältnis von den portugiesisch-sowjetischen Beziehungen bestimmt.
Eine eigene Botschaft in Litauen richtete Portugal zunächst nicht ein, das Land gehörte zum Amtsbezirk des portugiesischen Botschafters in der dänischen Hauptstadt Kopenhagen, der sich dazu in der litauischen Hauptstadt Vilnius doppelakkreditierte. 2005 eröffnete Portugal in Vilnius eine eigene Botschaft, die 2012 wieder geschlossen wurde, im Rahmen der umfassenden Sparmaßnahmen Portugals nach der tiefen Wirtschaftskrise dort ab 2010. Seither ist wieder der portugiesische Vertreter in Dänemark für Litauen zuständig (Stand 2019).
Portugal führt in Vilnius ein Honorarkonsulat.

## Missionschefs
| Name                                           | Bild    | Amtszeit                              | Anmerkungen                                                          |
| Litauen                                        | Litauen | Litauen                               | Litauen                                                              |
| ---------------------------------------------- | ------- | ------------------------------------- | -------------------------------------------------------------------- |
| Alexandre Eduardo Lencastre da Veiga           |         | 1993–                                 | Botschafter mit Amtssitz Kopenhagen, am 11. Januar 1993 akkreditiert |
| Rui Fernando Meira Ferreira                    |         | 1996–                                 | Botschafter mit Amtssitz Kopenhagen, am 3. April 1996 akkreditiert   |
| José António Moya Ribera                       |         | 1998–                                 | Botschafter mit Amtssitz Kopenhagen, am 8. Oktober 1998 akkreditiert |
| António Manuel Moreira Tânger Corrêa           |         | 29. November 2005 –1. Dezember 2008   | Botschafter mit Amtssitz Vilnius, am 20. Dezember 2005 akkreditiert  |
| João Manuel da Cruz da Silva Leitão            |         | Dezember 2008–2012                    | Botschafter mit Amtssitz Vilnius                                     |
| João Pedro de Almeida Silveira de Carvalho     |         | 2012– 18. Dezember 2013               | Botschafter mit Amtssitz Kopenhagen                                  |
| Jorge António Meave Zileri Teixeira de Sampayo |         | 19. Dezember 2013 –31. Juli 2014      | Übergangs-Geschäftsträger am Amtssitz Kopenhagen                     |
| Rui Filipe Monteiro Belo Macieira              |         | 16. Dezember 2014 –25. September 2018 | Botschafter mit Amtssitz Kopenhagen                                  |
| Rita Maria Figueiras Henriques Laranjinha      |         | seit dem 26. September 2018           | Botschafterin mit Amtssitz Kopenhagen                                |